# Xhevdet Shabani
Xhevdet Shabani (ur. 10 października 1986 w Kačaniku) – kosowski były piłkarz. W 2010 roku został uhonorowany przez samorząd gminy Kačanik tytułem najlepszego sportowca roku.